# Perophthalma
Perophthalma is een geslacht van vlinders uit de familie van de prachtvlinders (Riodinidae), onderfamilie Riodininae.
Perophthalma werd in 1851 voor het eerst wetenschappelijk beschreven door Westwood.

## Soorten
Perophthalma omvat de volgende soorten:
- Perophthalma lasciva Stichel, 1929
- Perophthalma lasus (Westwood, 1851)
- Perophthalma tullius (Fabricius, 1787)